# Nya Folkviljan
Nya Folkviljan était un magazine quotidien socialiste publié dans le sud de la Suède entre 1906 et 1920.

## Histoire
Le journal a été fondé à Helsingborg, puis déplacé à Malmö en 1907. Il a ensuite été associé avec le Ungsocialisterna. Entre 1906 et 1912, le Nya Folkviljan était tiré à 12000-160000 exemplaires ; en 1920, seulement 1500 exemplaires étaient produits.
Entre 1917 et 1920, le titre complet du journal était Nya Folkviljan - organ for anti-Christian and revolutionary socialist propaganda.